# اوزاسکو
اوزاسکو (تلفظ پرتغالی: [oˈzasku]) شهری در سائوپائولوی کشور برزیل است که در سائوپائولوی بزرگتر قرار گرفته‌است و مقام ۵ام را در جمعیت در بین شهرهای سائوپائولو دارد.

## سیاست
شهردار فعلی آن اِمیدیو پِرِیرا دو سوزا (Emidio Pereira de Souza) از حزب کارگر برزیل است.

## تاریخچه
اوزاسکو توسط یک ایتالیایی به نام آنتونیو اَگو (Antonio Agú) ایجاد شد (که هم‌اکنون یکی از خیابان‌های اصلی شهر به نام اوست).
او از کمون اوزاسکو در استان تورین ایتالیا آمده بود.

## جمعیت
جمعیت آن در سال ۲۰۰۸، ۷۱۳٬۰۶۶ بوده، تراکم ۱٬۰۹۷۰ نفر بر کیلومتر مربع و کل مساحت ۶۵ کیلومتر مربع.
این شهر یکی از پرتراکم‌ترین شهرهای جهان که تراکم آن مانند توکیو (ژاپن) و شهر نیویورک است.

## جغرافیا
همچنین مرکز اصلی شهری در بخش غربی سائوپائولوی بزرگتر است. قبلاً بخشی از شهر سائوپائولو بود تا ۱۹ فوریه ۱۹۶۲ که اوزاسکو شهر مستقلی شد.